# Henri Stoelen
Henri Stoelen (2 septembre 1906 à Bruxelles - 1977 dans la même ville) est un nageur et joueur de water-polo belge

## Carrière
Henri Stoelen participe aux eux olympiques d'été de 1928 à Amsterdam à l'épreuve de 100 mètres nage libre mais n'est pas classé.
Avec l'équipe de Belgique masculine de water-polo, il est médaillé de bronze au Championnat d'Europe masculin de water-polo 1934 à Magdebourg ainsi qu'aux Jeux olympiques de 1936 à Berlin, jouant les sept matchs de la compétition.